# Sergentomyia khawi
Sergentomyia khawi är en tvåvingeart som först beskrevs av Raynal 1936.  Sergentomyia khawi ingår i släktet Sergentomyia och familjen fjärilsmyggor. Inga underarter finns listade i Catalogue of Life.